# Molotxni
Molotxni - Молочный (rus) és un possiólok de l'óblast de Múrmansk, a Rússia. És a la península de Kola a 16 km al sud de Múrmansk i a 1.375 km al nord de Moscou. L'origen de Molotxni es remunta a l'arribada dels treballadors del sovkhoz Arktika de Rosta, el 1935. Els primers habitants i els obrers de la fàbrica de maons veïna habitaven aleshores unes cabanes provisionals. La vila rebé el nom actual el 1964 i l'estatus de possiólok el 1979.